# Instytut Tomistyczny
Instytut Tomistyczny – instytut założony w 1958 roku w Warszawie z inicjatywy prymasa Polski, kardynała Stefana Wyszyńskiego. Pierwszym dyrektorem był o. dr Bernard Przybylski OP (lata 1958–1979), a kolejnym o. dr Kazimierz Marciniak (1979–2002). Obecnie dyrektorem jest o. dr Mateusz Przanowski. Instytut zajmuje się gromadzeniem informacji naukowej na temat badań teologicznych prowadzonych w XX wieku oraz pracami dotyczącymi historii teologii, zwłaszcza tomizmu i myśli średniowiecznej. 
Aktualnie prace Instytutu koncentrują się wokół dzieła i myśli św. Tomasza z Akwinu.

## Publikacje
Instytut wydaje rocznik „Przegląd Tomistyczny”, a ponadto liczne publikacje, monografie, bibliografie, katalogi, informatory. Ponad pięćdziesiąt lat istnienia Instytutu pozwoliło na zgromadzenie księgozbioru liczącego ok. 80 tysięcy woluminów; stanowi on jeden z najlepszych polskich warsztatów do studiów nad średniowieczem.

### Wybrane publikacje
- (2008) Tomasz z Akwinu – człowiek i dzieło[1].